# Cinqueux

Cinqueux este o comună în departamentul Oise, Franța. În 1 ianuarie 2022 avea o populație de 1.638 de locuitori.